# Nậm Cộng
Nậm Cộng là một phụ lưu của Nậm Sỏ, phụ lưu cấp 2 của Nậm Mu trong lưu vực sông Đà.
Sông có chiều dài 33 km và diện tích lưu vực là 74 km². Nậm Cộng chảy qua các tỉnh Sơn La và Lai Châu, Việt Nam .

## Chỉ dẫn
1. ↑  Trong tiếng Thái-Tày "Nậm" có nghĩa là nước, sông, suối.

Nậm Cộng là lỗi biên tập của "Danh mục lưu vực sông liên tỉnh":
- Nậm Cộng có tên trong "Danh mục lưu vực sông liên tỉnh" [3]. Tuy nhiên không có trong "Danh mục địa danh... Sơn La" [4]. Trong "Danh mục địa danh... Lai Châu" [5] thì Nậm Cộng nằm gọn trong xã Noong Hẻo huyện Sìn Hồ tỉnh Lai Châu và đổ vào Nậm Mạ.
- Nậm Sỏ có tên trong "Danh mục lưu vực sông liên tỉnh" và đổ vào Nậm Mu [3]. Tuy nhiên không có trong "Danh mục địa danh... Sơn La" [4]. Trong "Danh mục địa danh... Lai Châu" [5] và Bản đồ địa hình [2] thì Nậm Sỏ chảy từ xã Nậm Sỏ qua Tà Mít huyện Tân Uyên, Lai Châu đổ vào Nậm Mu và không có phụ lưu nào tên là Nậm Cộng.